# Draft de la NBA de 1978
El Draft de la NBA de 1978 fue el trigesimosegundo draft de la National Basketball Association (NBA). El draft se celebró el 9 de junio de 1978 antes del comienzo de la temporada 1978-79.
En este draft, veintidós equipos de la NBA seleccionaron a jugadores amateurs del baloncesto universitario y otros jugadores elegibles, incluidos internacionales. Los jugadores que hubiesen terminado el periplo universitario de cuatro años estaban disponibles para ser seleccionados. Si un jugador abandonaba antes la universidad, no podía ser escogido en el draft hasta que su clase se graduase. Antes del draft, cinco jugadores que no habían terminado los cuatro años universitarios fueron declarados elegibles para ser seleccionados bajo la regla de "necesidad". Estos jugadores demostraron sus necesidades financieras a la liga, que les concedió el derecho a comenzar sus carreras profesionales antes de lo permitido.
Las dos primeras elecciones del draft correspondieron a los equipos que finalizaron en la última posición en cada división, con el orden determinado por un lanzamiento de moneda. Indiana Pacers ganó el primer puesto del draft, mientras que Kansas City Kings, que obtuvo la elección de primera ronda de New Jersey Nets en un traspaso, fue premiado con la segunda elección. Los Pacers traspasaron su primera elección a Portland Trail Blazers antes del draft. Los demás equipos seleccionaron en orden inverso al registro de victiorias-derrotas en la temporada anterior. 
Antes del comienzo de la temporada, Buffalo Braves se trasladó a San Diego (California) y se convirtió en San Diego Clippers. El draft consistió de diez rondas y 202 jugadores fueron seleccionados.

## Selecciones y notas del draft

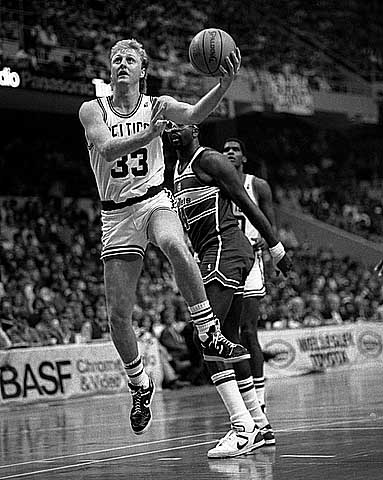
Larry Bird

Mychal Thompson, de la Universidad de Minnesota, fue seleccionado en la primera posición del draft por Portland Trail Blazers. Thompson, nacido en Bahamas, se convirtió en el primer jugador extranjero en ser seleccionado en la primera posición del draft. Phil Ford, de la Universidad de Carolina del Norte, fue seleccionado en la segunda posición por Kansas City Kings. Fue nombrado Rookie del Año de la NBA y fue incluido en el segundo mejor quinteto de la NBA en su primera temporada. Larry Bird, jugador de la Universidad de Indiana State que aún no se había graduado, fue seleccionado en la sexta posición por Boston Celtics. Sin embargo, optó por regresar a la universidad para terminar sus estudios antes de entrar a la liga en 1979. En su primera campaña ganó el Rookie del Año y fue incluido en el mejor quinteto de la liga. Bird pasó sus trece años como profesional en los Celtics y ganó tres campeonatos de la NBA. Además, se hizo con tres MVP de la Temporada de la NBA consecutivos y dos MVP de las Finales de la NBA. También fue seleccionado en el mejor quinteto de la temporada en diez ocasiones y disputó trece All-Star Game de la NBA consecutivos. Por sus logros fue incluido en el Basketball Hall of Fame, y fue nombrado uno de los 50 mejores jugadores en la historia de la NBA en 1996. Tras retirarse como jugador, Bird entrenó a Indiana Pacers durante tres temporadas, liderando al equipo a unas Finales de la NBA. También fue nombrado Entrenador del Año de la NBA en 1998 y Ejecutivo del Año de la NBA en 2012.
Antes del draft, Larry Bird finalizó su tercer año en Indiana State. Sin embargo, era elegible sin necesidad de aplicar la regla de "necesidad" debido a que su clase original en la Universidad de Indiana ya se había graduado. Bird se enroló en la Universidad de Indiana en 1974 pero abandonó antes del comienzo de la temporada. Tras un año en blanco, se unió a Indiana State. A pesar de ser elegible para el draft, Bird optó por terminar su último año en la universidad. El equipo de su ciudad, Indiana Pacers, inicialmente tenía en su posesión la primera elección del draft. Sin embargo, cuando no pudieron convencerle para que abandonase la universidad de inmediato, traspasaron su elección a los Blazers, que tampoco lograron convencer al jugador de que se uniese a ellos. Cinco equipos, incluido los Pacers que contaban con la tercera elección, decidieron no elegir a Bird hasta que los Celtics usaron su elección en la sexta posición para seleccionarle. Los Celtics le seleccionaron a pesar de que sabían que podían perder sus derechos sobre él si no firmaba con el equipo antes del próximo draft. Bird podía volver a presentarse al draft en 1979 y fichar por otro equipo que le seleccionase. A pesar de todo, en abril de 1979, Bird firmó un contrato de cinco años y 3.25 millones de dólares con los Celtics, lo que le convirtió en el novato mejor pagado en la historia del deporte en equipo en ese momento.
Maurice Cheeks, la trigesimosexta elección, disputó cuatro All-Star Games y fue incluido en cinco mejores quintetos defensivos consecutivos. Tras retirarse como jugador, entrenó a Portland Trail Blazers y Philadelphia 76ers durante cuatro y media temporada respectivamente. Micheal Ray Richardson, la cuarta elección, Reggie Theus, la novena, y Mike Mitchell, la decimoquinta, son los otros jugadores del draft que disputaron un All-Star Game. Michael Cooper, la sexuagésima elección, ganó el premio al Mejor Defensor de la NBA en 1987 y fue incluido en el mejor quinteto defensivo en ocho ocasiones consecutivas. Pasó sus doce años de carrera profesional en Los Angeles Lakers y ganó cinco campeonatos de la NBA. Tras su retirada, dirigió a Los Angeles Sparks de la Women's National Basketball Association (WNBA) durante ocho temporadas, liderando al equipo a dos campeonatos consecutivos en 2001 y 2002. También trabajó como entrenador interino de Denver Nuggets en la temporada 2004-05. Otros cuatro jugadores del draft también se convirtieron en entrenadores de la NBA: Reggie Theus, la vigesimoprimera elección Mike Evans, la quincuagésima tercera Randy Ayers y la quincuagésima quinta Marc Iavaroni.

## Leyenda
|  | Denota jugador miembro del Basketball Hall of Fame                              |
|  | Denota jugador que ha sido seleccionado al menos en un All-Star Game            |
|  | Denota jugador que ha sido seleccionado al menos en un Mejor Quinteto de la NBA |
|  | Denota jugador que nunca ha jugado en la NBA                                    |

## Draft

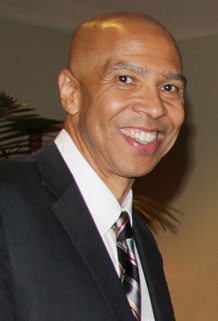
Mychal Thompson, nº 1 del draft.

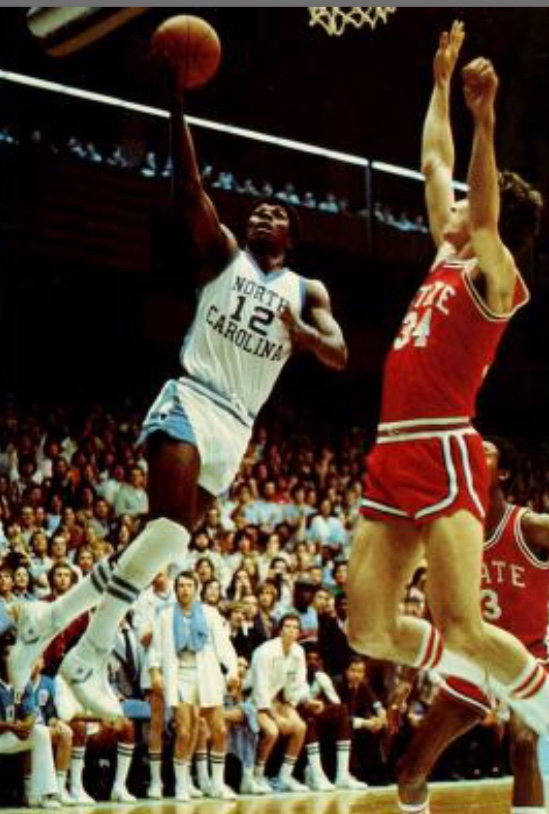
Phil Ford, elegido en segundo lugar.

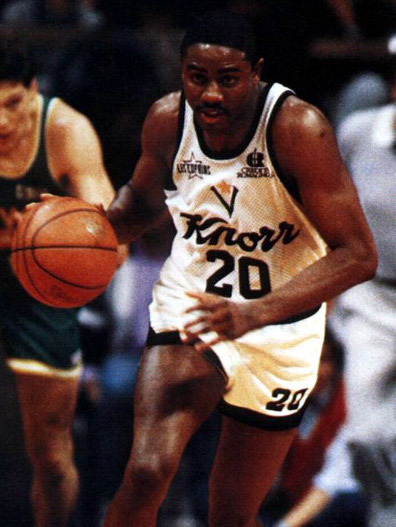
Micheal Ray Richardson, la 4ª elección.

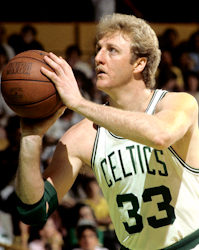
Larry Bird, la 6ª elección.

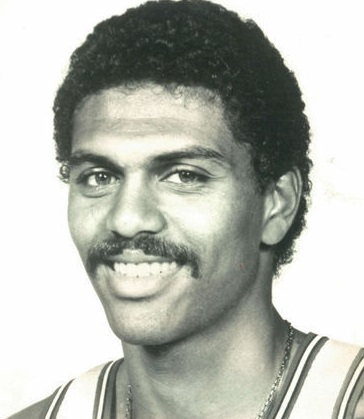
Reggie Theus, la 9ª elección.

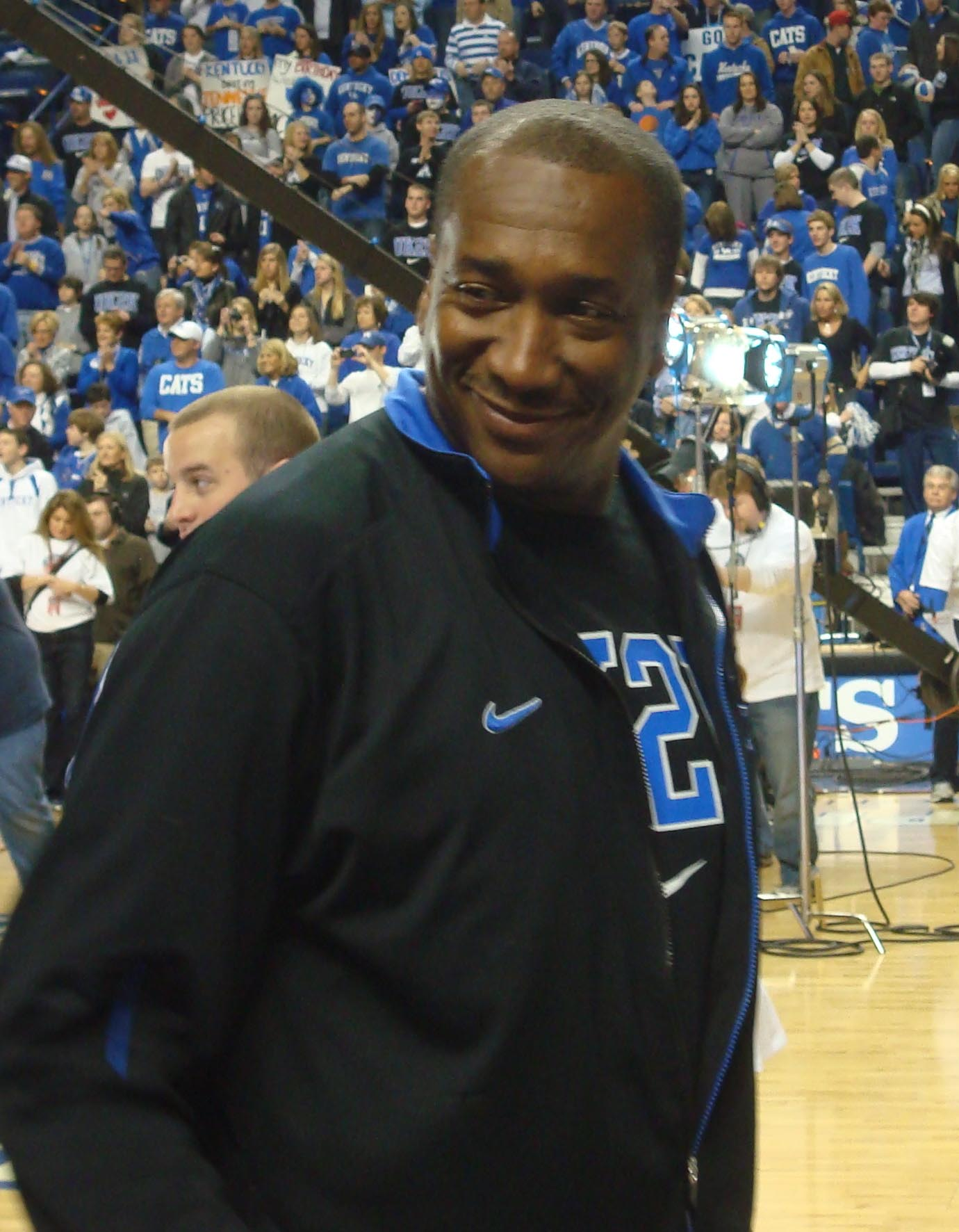
Jack Givens, la 16ª elección.

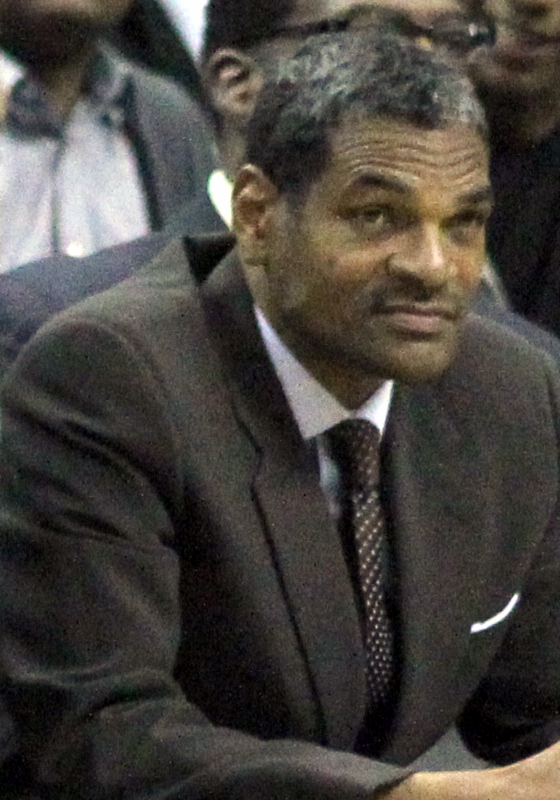
Maurice Cheeks, la 36.ª elección.

| Ronda | Pick | Jugador                | Pos. | Nacionalidad   | Equipo                                                    | Universidad/equipo        |
| ----- | ---- | ---------------------- | ---- | -------------- | --------------------------------------------------------- | ------------------------- |
| 1     | 1    | Mychal Thompson        | F/C  | Bahamas        | Portland Trail Blazers (desde Indiana)                    | Minnesota (Sr.)           |
| 1     | 2    | Phil Ford              | G    | Estados Unidos | Kansas City Kings (desde New Jersey)                      | North Carolina (Sr.)      |
| 1     | 3    | Rick Robey             | F/C  | Estados Unidos | Indiana Pacers (desde Buffalo vía Portland)               | Kentucky (Sr.)            |
| 1     | 4    | Micheal Ray Richardson | G/F  | Estados Unidos | New York Knicks (desde Houston vía Buffalo y New Jersey)  | Montana (Sr.)             |
| 1     | 5    | Purvis Short           | G/F  | Estados Unidos | Golden State Warriors (desde Kansas City vía Los Ángeles) | Jackson State (Sr.)       |
| 1     | 6    | Larry Bird             | F    | Estados Unidos | Boston Celtics                                            | Indiana State (Jr.)       |
| 1     | 7    | Ron Brewer             | G    | Estados Unidos | Portland Trail Blazers (desde Detroit vía Seattle)        | Arkansas (Sr.)            |
| 1     | 8    | Freeman Williams       | G/F  | Estados Unidos | Boston Celtics (desde New Orleans vía Los Ángeles)        | Portland State (Sr.)      |
| 1     | 9    | Reggie Theus           | G    | Estados Unidos | Chicago Bulls                                             | UNLV (Jr.)                |
| 1     | 10   | Butch Lee              | G    | Puerto Rico    | Atlanta Hawks                                             | Marquette (Sr.)           |
| 1     | 11   | James Hardy            | F/C  | Estados Unidos | New Orleans Jazz (desde Golden State)                     | San Francisco (Jr.)       |
| 1     | 12   | George Johnson         | F/C  | Estados Unidos | Milwaukee Bucks (desde Cleveland)                         | St. John's (Sr.)          |
| 1     | 13   | Winford Boynes         | G/F  | Estados Unidos | New Jersey Nets (desde New York)                          | San Francisco (Jr.)       |
| 1     | 14   | Roger Phegley          | G/F  | Estados Unidos | Washington Bullets                                        | Bradley (Sr.)             |
| 1     | 15   | Mike Mitchell          | F    | Estados Unidos | Cleveland Cavaliers (desde Milwaukee)                     | Auburn (Sr.)              |
| 1     | 16   | Jack Givens            | G/F  | Estados Unidos | Atlanta Hawks (desde Los Ángeles vía New Orleans)         | Kentucky (Sr.)            |
| 1     | 17   | Rod Griffin            | F    | Estados Unidos | Denver Nuggets (desde Seattle)                            | Wake Forest (Sr.)         |
| 1     | 18   | Dave Corzine           | C    | Estados Unidos | Washington Bullets (desde Denver)                         | DePaul (Sr.)              |
| 1     | 19   | Marty Byrnes           | F    | Estados Unidos | Phoenix Suns                                              | Syracuse (Sr.)            |
| 1     | 20   | Frankie Sanders        | G/F  | Estados Unidos | San Antonio Spurs                                         | Southern (Jr.)            |
| 1     | 21   | Mike Evans             | G    | Estados Unidos | Denver Nuggets (desde Philadelphia)                       | Kansas State (Sr.)        |
| 1     | 22   | Raymond Townsend       | G    | Estados Unidos | Golden State Warriors (desde Portland)                    | UCLA (Sr.)                |
| 2     | 23   | Terry Tyler            | G/F  | Estados Unidos | Detroit Pistons (desde New Jersey)                        | Detroit (Sr.)             |
| 2     | 24   | Keith Herron           | G/F  | Estados Unidos | Portland Trail Blazers (desde Buffalo vía Atlanta)        | Villanova (Sr.)           |
| 2     | 25   | Rick Wilson            | G    | Estados Unidos | Atlanta Hawks (desde Houston)                             | Louisville (Sr.)          |
| 2     | 26   | Ron Carter             | G    | Estados Unidos | Los Angeles Lakers (desde Kansas City)                    | Virginia Military (Sr.)   |
| 2     | 27   | Wayne Radford          | G    | Estados Unidos | Indiana Pacers                                            | Indiana (Sr.)             |
| 2     | 28   | Buster Matheney        | F    | Estados Unidos | Houston Rockets (desde Boston)                            | Utah (Sr.)                |
| 2     | 29   | John Long              | G/F  | Estados Unidos | Detroit Pistons                                           | Detroit (Sr.)             |
| 2     | 30   | Jeff Judkins           | G/F  | Estados Unidos | Boston Celtics (desde New Orleans)                        | Utah (Sr.)                |
| 2     | 31   | Marvin Johnson         | F    | Estados Unidos | Chicago Bulls                                             | New Mexico (Sr.)          |
| 2     | 32   | John Rudd              | F    | Estados Unidos | New York Knicks (desde Atlanta)                           | McNeese State (Sr.)       |
| 2     | 33   | Harry Davis            | F    | Estados Unidos | Cleveland Cavaliers                                       | Florida State (Sr.)       |
| 2     | 34   | Greg Bunch             | F    | Estados Unidos | New York Knicks                                           | Cal State Fullerton (Sr.) |
| 2     | 35   | Tommie Green           | G    | Estados Unidos | New Orleans Jazz (desde Golden State)                     | Southern (Sr.)            |
| 2     | 36   | Maurice Cheeks         | G    | Estados Unidos | Philadelphia 76ers (desde Milwaukee)                      | West Texas State (Sr.)    |
| 2     | 37   | Terry Sykes            | F    | Estados Unidos | Washington Bullets                                        | Grambling State (Sr.)     |
| 2     | 38   | Lew Massey             | G    | Estados Unidos | Los Angeles Lakers                                        | UNC Charlotte (Sr.)       |
| 2     | 39   | James Lee              | F    | Estados Unidos | Seattle SuperSonics                                       | Kentucky (Sr.)            |
| 2     | 40   | Wayne Cooper           | F/C  | Estados Unidos | Golden State Warriors (desde Denver)                      | New Orleans (Sr.)         |
| 2     | 41   | Jerome Whitehead       | F/C  | Estados Unidos | Buffalo Braves (desde Phoenix)                            | Marquette (Sr.)           |
| 2     | 42   | Keven McDonald         | F    | Estados Unidos | Seattle SuperSonics (desde San Antonio)                   | Pennsylvania (Sr.)        |
| 2     | 43   | Glenn Hagan            | G    | Estados Unidos | Philadelphia 76ers                                        | St. Bonaventure (Sr.)     |
| 2     | 44   | Clemon Johnson         | F/C  | Estados Unidos | Portland Trail Blazers                                    | Florida A&M (Sr.)         |

## Otras elecciones
La siguiente lista incluye otras elecciones de draft que han aparecido en al menos un partido de la NBA.

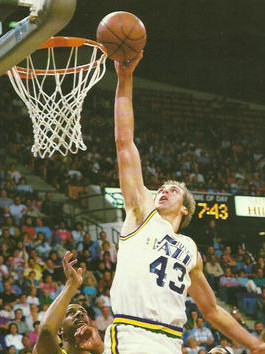
Marc Iavaroni, la 55.ª elección.

| Ronda | Pick | Jugador          | Pos. | Nacionalidad   | Equipo                             | Universidad/equipo          |
| ----- | ---- | ---------------- | ---- | -------------- | ---------------------------------- | --------------------------- |
| 3     | 46   | Hollis Copeland  | F    | Estados Unidos | Denver Nuggets (desde Buffalo)     | Rutgers (Sr.)               |
| 3     | 47   | Billy Ray Bates  | G    | Estados Unidos | Houston Rockets                    | Kentucky State (Sr.)        |
| 3     | 49   | Jeff Cook        | F/C  | Estados Unidos | Kansas City Kings                  | Idaho State (Sr.)           |
| 3     | 55   | Marc Iavaroni    | F    | Estados Unidos | New York Knicks                    | Virginia (Sr.)              |
| 3     | 57   | Kenny Higgs      | G    | Estados Unidos | Cleveland Cavaliers                | LSU (Sr.)                   |
| 3     | 59   | Pat Cummings     | F/C  | Estados Unidos | Milwaukee Bucks                    | Cincinnati (Sr.)            |
| 3     | 60   | Michael Cooper   | G/F  | Estados Unidos | Los Angeles Lakers                 | New Mexico (Sr.)            |
| 3     | 62   | Dave Batton      | C    | Estados Unidos | New Jersey Nets (desde Denver)     | Notre Dame (Sr.)            |
| 3     | 63   | Joel Kramer      | F/C  | Estados Unidos | Phoenix Suns                       | San Diego State (Sr.)       |
| 3     | 64   | Gerald Henderson | G    | Estados Unidos | San Antonio Spurs                  | Virginia Commonwealth (Sr.) |
| 4     | 67   | Jackie Robinson  | F    | Estados Unidos | Houston Rockets (desde New Jersey) | UNLV (Sr.)                  |
| 4     | 70   | Geoff Crompton   | C    | Estados Unidos | Kansas City Kings                  | North Carolina (Sr.)        |
| 4     | 80   | Otis Howard      | F    | Estados Unidos | Milwaukee Bucks                    | Austin Peay (Sr.)           |
| 4     | 81   | Lawrence Boston  | F    | Estados Unidos | Washington Bullets                 | Maryland (Sr.)              |
| 4     | 84   | Walter Jordan    | F    | Estados Unidos | New Jersey Nets (desde Denver)     | Purdue (Sr.)                |
| 4     | 85   | Bob Miller       | F    | Estados Unidos | Phoenix Suns                       | Cincinnati (Sr.)            |
| 4     | 87   | Brett Vroman     | C    | Estados Unidos | Philadelphia 76ers                 | UNLV (Sr.)                  |
| 5     | 96   | Duck Williams    | G    | Estados Unidos | New Orleans Jazz                   | Notre Dame (Sr.)            |
| 5     | 101  | Bubba Wilson     | G    | Estados Unidos | Golden State Warriors              | Western Carolina (Sr.)      |
| 5     | 104  | Carlos Terry     | G/F  | Estados Unidos | Los Angeles Lakers                 | Winston-Salem State (Sr.)   |
| 5     | 105  | Ralph Drollinger | C    | Estados Unidos | Seattle SuperSonics                | UCLA (Sr.)                  |
| 5     | 107  | Andre Wakefield  | G    | Estados Unidos | Phoenix Suns                       | Loyola (Illinois) (Sr.)     |
| 5     | 110  | Clay Johnson     | G    | Estados Unidos | Portland Trail Blazers             | Missouri (Sr.)              |
| 6     | 118  | John Douglas     | G    | Estados Unidos | New Orleans Jazz                   | Kansas (Sr.)                |
| 7     | 133  | Stan Pietkiewicz | G/F  | Estados Unidos | Buffalo Braves                     | Auburn (Sr.)                |
| 7     | 146  | Kim Anderson     | F    | Estados Unidos | Milwaukee Bucks                    | Missouri (Sr.)              |
| 7     | 149  | Steve Malovic    | F    | Estados Unidos | Phoenix Suns                       | San Diego State (Sr.)       |
| 8     | 157  | Earl Evans       | F    | Estados Unidos | Detroit Pistons                    | UNLV (Sr.)                  |
| 8     | 158  | Carl Kilpatrick  | C    | Estados Unidos | New Orleans Jazz                   | Northeast Louisiana (Sr.)   |
| 8     | 159  | Chubby Cox       | G    | Estados Unidos | Chicago Bulls                      | San Francisco (Sr.)         |
| 10    | 190  | Rickey Williams  | G    | Estados Unidos | New Orleans Jazz                   | Long Beach State (Sr.)      |

## Traspasos
1. 1 2
2. ↑  El 10 de septiembre de 1976, Kansas City Kings adquirió a Jim Eakins, Brian Taylor, y las elecciones de primera ronda de 1977 y 1978 de New Jersey Nets a cambio de Nate Archibald.[32] Los Kings utilizaron esta elección de draft para seleccionar a Phil Ford.
3. 1 2
4. 1 2
5. ↑  El 11 de noviembre de 1977, Portland Trail Blazers adquirió una elección de primera ronda de 1978 y una de segunda ronda de 1979 de Seattle SuperSonics a cambio de Wally Walker.[33] Previamente, los Sonics adquirieron la elección el 25 de septiembre de 1975 de Detroit Pistons a cambio de Archie Clark.[34] Los Blazers utilizaron esta elección de draft para seleccionar a Ron Brewer.
6. 1 2
7. ↑  El 3 de octubre de 1977, New Orleans Jazz adquirió una elección de primera ronda de Golden State Warriors como compensación por el fichaje de E. C. Coleman como agente libre.[35] Los Jazz utilizaron esta elección de draft para seleccionar a James Hardy.
8. ↑  El 13 de enero de 1977, Milwaukee Bucks adquirió a Rowland Garrett, y las elecciones de primera ronda de 1977 y 1978 de Cleveland Cavaliers a cambio de Elmore Smith y Gary Brokaw.[36] Los Bucks utilizaron esta elección de draft para seleccionar a George Johnson.
9. ↑  El 1 de junio de 1978, Cleveland Cavaliers adquirió la decimoquinta elección de Milwaukee Bucks a cambio de una elección de primera ronda de 1979.[37] Los Cavaliers utilizaron esta elección de draft para seleccionar a Mike Mitchell.
10. ↑  El día del draft, Denver Nuggets adquirió la decimoséptima elección de Seattle SuperSonics a cambio de Tom LaGarde.[38] Los Nuggets utilizaron esta elección de draft para seleccionar a Rod Griffin.
11. ↑  El 11 de octubre de 1977, Washington Bullets adquirió una elección de primera ronda de Denver Nuggets a cambio de Bo Ellis.[39] Los Bullets utilizaron esta elección de draft para seleccionar a Dave Corzine.
12. ↑  El día del draft, Denver Nuggets adquirió la vigesimoprimera elección de Philadelphia 76ers a cambio de una elección de primera ronda de 1984.[40][41] Los Nuggets utilizaron esta elección de draft para seleccionar a Mike Evans.
13. ↑  El 7 de junio de 1978, Golden State Warriors adquirió la vigesimosegunda elección de Portland Trail Blazers a cambio de una elección de primera ronda de 1981.[42] Los Warriors utilizaron esta elección de draft para seleccionar a Raymond Townsend.
14. ↑  El 7 de noviembre de 1977, Detroit Pistons adquirió a Howard Porter, Kevin Porter, una elección de segunda ronda y dinero de New Jersey Nets a cambio de Al Skinner y una elección de segunda ronda de 1979.[43] Los Pistons utilizaron esta elección de draft para seleccionar a Terry Tyler.
15. ↑  El 5 de octubre de 1977, Portland Trail Blazers adquirió una elección de segunda ronda de Atlanta Hawks a cambio de Rich Laurel. Previamente, los Hawks adquirieron una elección de segunda ronda de Buffalo Braves a cambio de Bill Willoughby el 13 de septiembre de 1977.[44] Los Blazers utilizaron esta elección de draft para seleccionar a Keith Herron.
16. ↑  El 16 de diciembre de 1977, Atlanta Hawks adquirió una elección de segunda ronda y otra de segunda ronda de 1979 de Houston Rockets a cambio de Ron Behagen.[45] Los Hawks utilizaron esta elección de draft para seleccionar a Rick Wilson.
17. ↑  El 1 de febrero de 1978, Boston Celtics adquirió una elección de segunda ronda de New Orleans Jazz a cambio de Fred Saunders.[46] Los Celtics utilizaron esta elección de draft para seleccionar a Jeff Judkins.
18. ↑  El 14 de noviembre de 1977, New York Knicks adquirió una elección de segunda ronda de Atlanta Hawks a cambio de Tom McMillen.[47] Los Knicks utilizaron esta elección de draft para seleccionar a John Rudd.
19. ↑  El 5 de enero de 1978, New Orleans Jazz adquirió una elección de segunda ronda de Golden State Warriors a cambio de Nate Williams.[48] Los Jazz utilizaron esta elección de draft para seleccionar a Tommie Green.
20. ↑  El 8 de diciembre de 1976, Philadelphia 76ers adquirió una elección de segunda ronda y otra de segunda ronda de 1977 de Milwaukee Bucks a cambio de Fred Carter.[49] Los 76ers utilizaron esta elección de draft para seleccionar a Maurice Cheeks.
21. ↑  El 6 de octubre de 1977, Denver Nuggets adquirió una elección de tercera ronda como compensación por el fichaje de Ted McClain por Buffalo Braves como agente libre.[50] Los Nuggets utilizaron esta elección de draft para seleccionar a Hollis Copeland.
22. 1 2
23. ↑  El 8 de enero de 1977, Houston Rockets adquirió una elección de cuarta ronda de New Jersey Nets (por entonces New York Nets) a cambio de Dave Wohl.[51] Los Rockets utilizaron esta elección de draft para seleccionar a Jackie Robinson.